# Gerezy
Gerezy (Colobinae) – podrodzina ssaków z rodziny koczkodanowatych (Cercopithecidae). 

## Charakterystyka
Gerezy zamieszkują różne siedliska wielu stref klimatycznych (lasy deszczowe, namorzyny, lasy górskie) Afryki i Azji.
Są to małpy średniej wielkości o bardzo różnorodnym ubarwieniu. Charakteryzuje je długi ogon oraz dłonie pozbawione kciuka. Colobinae to prawie wyłącznie zwierzęta roślinożerne, w których diecie przeważają liście, kwiaty i owoce. Rzadziej zdarza im się jeść owady i inne małe zwierzęta. W trawieniu, szczególnie trudnych do strawienia liści, pomaga im żołądek złożony z dwóch części. W pierwszej, wielokomorowej, górnej części o środowisku zasadowym rozkładany jest błonnik, dalsze zaś trawienie odbywa się w drugiej, dolnej części – typowym dla pozostałych naczelnych żołądku o odczynie kwaśnym. Bakterie oraz niezwykłe połączenia enzymów z łatwością radzą sobie z trudnym do strawienia pokarmem i neutralizacją toksyn. Wyjątkowo długie jelita podnoszą poziom absorpcji substancji odżywczych.
Większość gatunków prowadzi nadrzewny tryb życia. Mogą wykonywać dalekie skoki z drzewa na drzewo. Na ogół żyją w stadach liczących do 10 osobników, którym przewodzą spokrewnione ze sobą samice. Często łączą się w tymczasowe lub stałe stada z innymi gatunkami małp, z którymi współpracują np. w wypatrywaniu drapieżników. Gerezy żyją około 20 lat.
Ciąża trwa od 6 do 7 miesięcy. Samica rodzi jedno małe. Niemal wszystkie młode znacznie różnią się ubarwieniem od osobników dorosłych. Samice opiekują się cudzymi dziećmi, czasem nawet karmią je własną piersią.

## Systematyka
Do podrodziny zalicza się następujące plemiona:
- Colobini Jerdon, 1867
- Presbytini J.E. Gray, 1825

Opisano również rodzaje wymarłe nie sklasyfikowane w żadnym z powyższych plemion:
- Dolichopithecus Depéret, 1889[8]
- Kanagawapithecus Iwamoto, Hasegawa & Koizumi, 2005[9] – jedynym przedstawicielem był Kanagawapithecus leptopostorbitalis (Iwamoto, Hasegawa & Koizumi, 2005)
- Mesopithecus J.A. Wagner, 1839[10]
- Microcolobus Benefit & Pickford, 1986[11] – jedynym przedstawicielem był Microcolobus tugenensis Benefit & Pickford, 1986
- Myanmarcolobus Takai, Thaung Htike, Zin Maung Maung Thein, Aung Naing Soe, Maung Maung, Tsubamoto, Egi, Nishimura & Nishioka, 2015[12] – jedynym przedstawicielem był Myanmarcolobus yawensis Takai, Thaung Htike, Zin Maung Maung Thein, Aung Naing Soe, Maung Maung, Tsubamoto, Egi, Nishimura & Nishioka, 2015.
- Sawecolobus Gommery, Senut, Pickford, Nishimura & Kipkech, 2022[13] – jedynym przedstawicielem był Sawecolobus lukeinoensis Gommery, Senut, Pickford, Nishimura & Kipkech, 2022